# Корольков, Николай Васильевич
Николай Васильевич Корольков (1 мая 1926 — 3 августа 2003) — советский и российский учёный-историк и педагог, доктор исторических наук,
профессор. Ректор Владимирского государственного педагогического института имени П. И. Лебедева-Полянского (1984—1988). Заслуженный деятель науки РСФСР (1988). Почётный гражданин города Владимир (1996).

## Биография
Родился 1 мая 1926 года в деревне Злобино, Меленковского района Владимирской губернии в семье военнослужащего.
С 1941 года после начала Великой Отечественной войны, Н. В. Корольков у которого отец и братья ушли на фронт, оставив учёбу пошёл работать счетоводом, затем и колхозником в полеводческое звено в местный колхоз, позже перевёлся на работу на Сокольское торфяное предприятие по добыче торфа для промышленных предприятий Владимирской области.
С 1943 года призван в ряды РККА и после прохождения курса в учебном танковом полку, был направлен в действующую армию, участник Великой Отечественной войны в составе 23-й гвардейской танковой бригады — гвардии сержант, стрелок-радист танка Т-34. Воевал на 2-м Белорусском фронте, прошёл с боями Польшу и Пруссию, в 1945 году был тяжело ранен, после нахождения в госпиталях получил инвалидность 3-й группы. За участие в войне был награждён Орденом Славы 3-й степени и Медалью «За отвагу».
С 1947 по 1950 годы обучался в школе рабочей молодёжи. С 1950 по 1955 годы обучался на историческом факультете Московского государственного педагогического института имени В. И. Ленина. С 1961 по 1965 годы обучался в аспирантуре при Московском государственном университете. С 1965 года был назначен доцентом, с 1972 года — заведующим кафедрой истории КПСС Владимирского государственного педагогического института имени П. И. Лебедева-Полянского. В 1965 году Н. В. Корольков защитил диссертацию на соискание учёной степени кандидата исторических наук по теме: «КПСС — организатор массового роста и совершенствования сельских индустриальных кадров в 1953—1963 гг.», с 1975 года — доктора исторических наук по теме: «Опыт КПСС в техническом перевооружении деревни и его социально-экономическое значение (1929—1937 гг.) : в 2-х томах».
С 1984 по 1988 годы был ректором Владимирского государственного педагогического института имени П. И. Лебедева-Полянского. С 1988 по 2000 годы — профессор кафедры отечественной истории филологического факультета Владимирского государственного гуманитарного университета.
В 1988 году Н. В. Королькову было присвоено почётное звание — Заслуженный деятель науки РСФСР.
Н. В. Корольков занимался также и общественной деятельностью с 1988 года был первым председателем Владимирского областного отделения Российского детского фонда.
11 марта 1996 года Н. В. Королькову «за весомый вклад в развитие системы высшего образования, укрепление Владимирского педагогического института» было присвоено почётное звание — Почётный гражданин города Владимира.
Скончался 3 августа 2003 года на 78-м году жизни в городе Владимир. Похоронен на Аллее Славы городского кладбища Улыбышево.

## Награды
- Орден Отечественной войны I степени (6.04.1985[7])
- Орден Славы III степени (6.11.1947[3])
- Медаль «За отвагу» (14.01.1945[4])
- Медаль «За победу над Германией в Великой Отечественной войне 1941—1945 гг.»

### Звание
- Заслуженный деятель науки РСФСР (1988)
- Почётный гражданин города Владимира (11.03.1996[8])